# منتخب هونغ كونغ لسباعيات الرغبي
منتخب هونغ كونغ لسباعيات الرغبي هو ممثل هونغ كونغ الرسمي في المنافسات الدولية في سباعيات الرغبي .

## وصلات خارجية
- الموقع الرسمي